# 埃斯特帕尔
埃斯特帕尔，是西班牙卡斯蒂利亚-莱昂布尔戈斯省的一个市镇。总面积103平方公里，总人口803人（2001年），人口密度8人/平方公里。